# Hypena
Hypena är ett släkte av fjärilar som beskrevs av Franz Paula von Schrank 1802. Hypena ingår i familjen nattflyn.

## Dottertaxa tillHypena, i alfabetisk ordning[1][2]
- Hypena absimilis
- Hypena abyssinialis
- Hypena acmonalis
- Hypena acrocompsa
- Hypena acutalis
- Hypena aenescens
- Hypena aequabilis
- Hypena aestiva
- Hypena affinialis
- Hypena aiana
- Hypena albicomma
- Hypena albifascialis
- Hypena albifusa
- Hypena albiocellata
- Hypena albipicta
- Hypena albisigna
- Hypena albistriga
- Hypena albizona
- Hypena albofascia
- Hypena albonotata
- Hypena alboplaga
- Hypena allochroalis
- Hypena ambigua
- Hypena aneliopis
- Hypena antimima
- Hypena apicipuncta
- Hypena arenbergeri
- Hypena argialis
- Hypena aridoxa
- Hypena armenialis
- Hypena aroa
- Hypena assimilis
- Hypena bambusalis
- Hypena beatalis
- Hypena belinda
- Hypena belindana
- Hypena biangulata
- Hypena bilineata
- Hypena bipartita
- Hypena bonaberi
- Hypena brachyphylla
- Hypena brevicella
- Hypena brunnea
- Hypena brunneabilineata
- Hypena brunneavariegata
- Hypena buruensis
- Hypena caliginosa
- Hypena callichlaena
- Hypena calligraphalis
- Hypena callilinea
- Hypena callipona
- Hypena camptogrammalis
- Hypena castanealis
- Hypena castaneipalpis
- Hypena caurealis
- Hypena celebensis
- Hypena ceramensis
- Hypena cervinalis
- Hypena chalcias
- Hypena chionosticha
- Hypena cholcerica
- Hypena chosokeiana
- Hypena cirphoides
- Hypena cnephodelta
- Hypena cognata
- Hypena columbana
- Hypena commixtura
- Hypena confusa
- Hypena conspersalis
- Hypena corticia
- Hypena costipuncta
- Hypena cowani
- Hypena crassalis, Källfly
- Hypena crassipalpis
- Hypena cremona
- Hypena cruca
- Hypena cryptica
- Hypena cyanea
- Hypena daria
- Hypena deleta
- Hypena demeysti
- Hypena denticulata
- Hypena depalpis
- Hypena diakonoffi
- Hypena dichromialis
- Hypena dimidialis
- Hypena directa
- Hypena disclusalis
- Hypena disualis
- Hypena divaricata
- Hypena divecla
- Hypena divisalis
- Hypena duplicilinea
- Hypena eductalis
- Hypena elfriedae
- Hypena ella
- Hypena elongalis
- Hypena elongatus
- Hypena ensalis
- Hypena epigaea
- Hypena erecta
- Hypena erikae
- Hypena eucrossa
- Hypena eugrapha
- Hypena euphyes
- Hypena euprepes
- Hypena euryzostra
- Hypena evamariae
- Hypena excurvata
- Hypena extensa
- Hypena extensalis
- Hypena externa
- Hypena extremipalpis
- Hypena fijiensis
- Hypena finga
- Hypena flammea
- Hypena flavisceta
- Hypena flexilinea
- Hypena flexuosa
- Hypena fractilinealis
- Hypena frappieralis
- Hypena fuliginosa
- Hypena furva
- Hypena fuscescens
- Hypena fuscomaculalis
- Hypena gonospilalis
- Hypena grandecomorensis
- Hypena griseapex
- Hypena griseipennis
- Hypena griseivitta
- Hypena griseofasciata
- Hypena griseolalis
- Hypena griveaudi
- Hypena gypsophila
- Hypena hamata
- Hypena hampsonialis
- Hypena haplochrosta
- Hypena hedychroa
- Hypena helenae
- Hypena hemiphaea
- Hypena herbigrada
- Hypena herpa
- Hypena hoareae
- Hypena hokkaidalis
- Hypena iconicalis
- Hypena ignotalis
- Hypena inapertalis
- Hypena incisa
- Hypena incognata
- Hypena inconspicua
- Hypena indicalis
- Hypena indicatalis
- Hypena indistincta
- Hypena inextensalis
- Hypena infuscata
- Hypena innotata
- Hypena inocua
- Hypena insignis
- Hypena insolita
- Hypena interrupta
- Hypena iridis
- Hypena irregulinea
- Hypena ischyra
- Hypena ituriensis
- Hypena jocosalis
- Hypena josefinae
- Hypena jugalis
- Hypena jussalis
- Hypena kallipygae
- Hypena kanshireiensis
- Hypena kanupiensis
- Hypena kashmirica
- Hypena khasiana
- Hypena kingdoni
- Hypena klapperichi
- Hypena koreana
- Hypena labatalis
- Hypena laceratalis
- Hypena lacessalis
- Hypena laesalis
- Hypena lativitta
- Hypena laxia
- Hypena laysanensis
- Hypena leucoprepa
- Hypena leucospora
- Hypena lichenalis
- Hypena lignealis
- Hypena lividalis, Blyfärgat näbbfly
- Hypena longfieldae
- Hypena longipalpalis
- Hypena longipennis
- Hypena loxogramma
- Hypena lumpurensis
- Hypena luzonensis
- Hypena mainty
- Hypena mambara
- Hypena mandatalis
- Hypena martinae
- Hypena mediana
- Hypena medioexisa
- Hypena medionigra
- Hypena melasticta
- Hypena metaleuca
- Hypena microfuliginea
- Hypena mimicalis
- Hypena minahassalis
- Hypena minna
- Hypena minor
- Hypena modesta
- Hypena molpusalis
- Hypena monikae
- Hypena montana
- Hypena multritricha
- Hypena munitalis
- Hypena muscosa
- Hypena nasutalis
- Hypena nazus
- Hypena neavei
- Hypena nebulosa
- Hypena neoplyta
- Hypena nepa
- Hypena nepana
- Hypena nephoptera
- Hypena newelli
- Hypena nigrescens
- Hypena nilgirica
- Hypena nivicola
- Hypena nocturnalis
- Hypena nuta
- Hypena obesalis, Spetsvingat näbbfly
- Hypena obfuscalis
- Hypena obscura
- Hypena obsitalis, Sydsprötfly
- Hypena obsoleta
- Hypena obstupidalis
- Hypena occatus
- Hypena ochradelpha
- Hypena ochrea
- Hypena ochreavirgata
- Hypena ochreipennis
- Hypena olivacea
- Hypena olivaceorufa
- Hypena olypea
- Hypena ophiusinalis
- Hypena ophiusoides
- Hypena opistholeuca
- Hypena ornata
- Hypena orthographa
- Hypena orthosticha
- Hypena ovalimacula
- Hypena ovisignata
- Hypena paliscia
- Hypena palpalis
- Hypena palpitralis
- Hypena parva
- Hypena passerinalis
- Hypena pelodes
- Hypena perdticipennis
- Hypena persimilis
- Hypena peterseni
- Hypena phecomalis
- Hypena phricocyma
- Hypena picta
- Hypena plagiorhabda
- Hypena plagiota
- Hypena plebeius
- Hypena poa
- Hypena poecila
- Hypena poliopera
- Hypena porphyrophaes
- Hypena praestans
- Hypena prionodes
- Hypena probokonora
- Hypena proboscidalis, Brunstreckat näbbfly
- Hypena proboscidatus
- Hypena proboscidens
- Hypena propinqua
- Hypena propinqualis
- Hypena proterortha
- Hypena pulverulenta
- Hypena puncticosta
- Hypena purpurascens
- Hypena quaesitalis
- Hypena radiatalis
- Hypena radiatalisvariegata
- Hypena radicalis
- Hypena raiedi
- Hypena rectifascia
- Hypena rectivittalis
- Hypena regia
- Hypena reichli
- Hypena reticulata
- Hypena rhynchalis
- Hypena rivula
- Hypena robustalis
- Hypena rostralis, Humlenäbbfly
- Hypena rudolfi
- Hypena rufilinea
- Hypena rufirena
- Hypena rusticalis
- Hypena sabinis
- Hypena sanctigeorgii
- Hypena satsumalis
- Hypena schultzei
- Hypena scotina
- Hypena semiclusalis
- Hypena semlikiensis
- Hypena senectalis
- Hypena senicula
- Hypena signata
- Hypena similata
- Hypena simplex
- Hypena sinuisigna
- Hypena sinuosa
- Hypena sordida
- Hypena spectans
- Hypena speculalis
- Hypena spodopa
- Hypena squamea
- Hypena stenocrossa
- Hypena stresemanni
- Hypena strigatus
- Hypena strigifascia
- Hypena strigifera
- Hypena strigosa
- Hypena strigulata
- Hypena striolalis
- Hypena styx
- Hypena subalbida
- Hypena subapicalis
- Hypena subcyanea
- Hypena sublividalis
- Hypena subnotalis
- Hypena subviolacea
- Hypena subvittalis
- Hypena sudestensis
- Hypena sulalis
- Hypena sylpha
- Hypena synnaralis
- Hypena taenialoides
- Hypena taiwana
- Hypena tamsi
- Hypena tanis
- Hypena tatorhina
- Hypena telemonalis
- Hypena themerodes
- Hypena thermophoea
- Hypena tolmeta
- Hypena tortuosa
- Hypena toyi
- Hypena transcissalis
- Hypena transita
- Hypena translaticius
- Hypena transversa
- Hypena triangularis
- Hypena trigonalis
- Hypena tristigma
- Hypena tristis
- Hypena tristrigatalis
- Hypena tuma
- Hypena tumidicosta
- Hypena tylistalis
- Hypena umbrifera
- Hypena umbripennis
- Hypena uncipennis
- Hypena undistrigata
- Hypena unicolor
- Hypena uniformalis
- Hypena uniformis
- Hypena walkeri
- Hypena varia
- Hypena varialis
- Hypena variegata
- Hypena vecordialis
- Hypena veronikae
- Hypena vestita
- Hypena whiteleyi
- Hypena violaceodefinita
- Hypena viridifascia
- Hypena vitellinalis
- Hypena vittatavariegata
- Hypena vittatus
- Hypena vulgatalis
- Hypena yoshimalis
- Hypena zapluta
- Hypena zaplutagramma
- Hypena zillana
- Hypena zyzzybae

## Bildgalleri

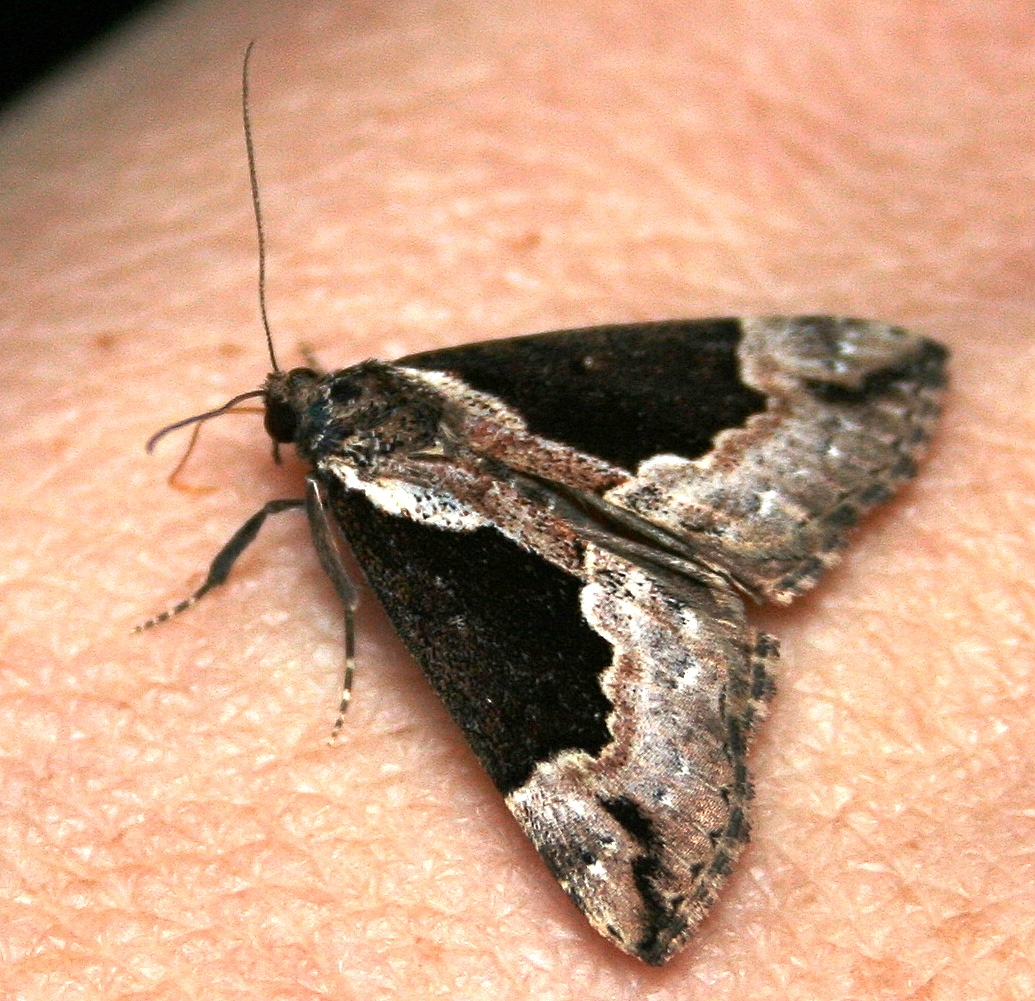
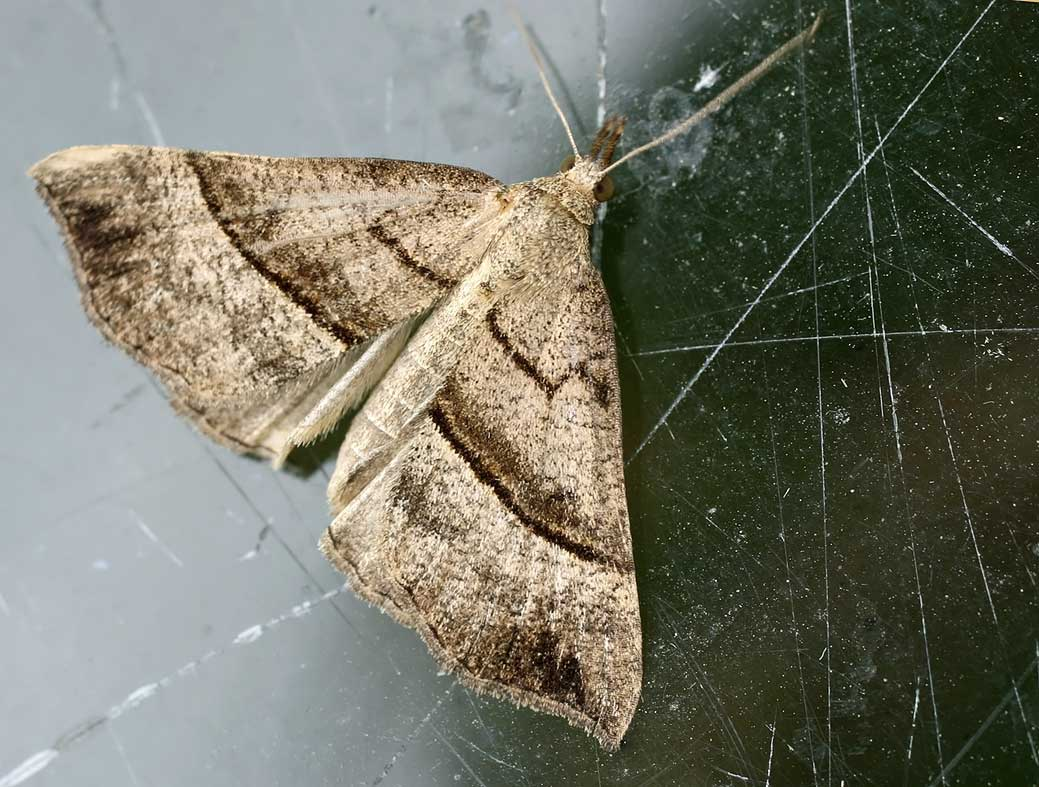
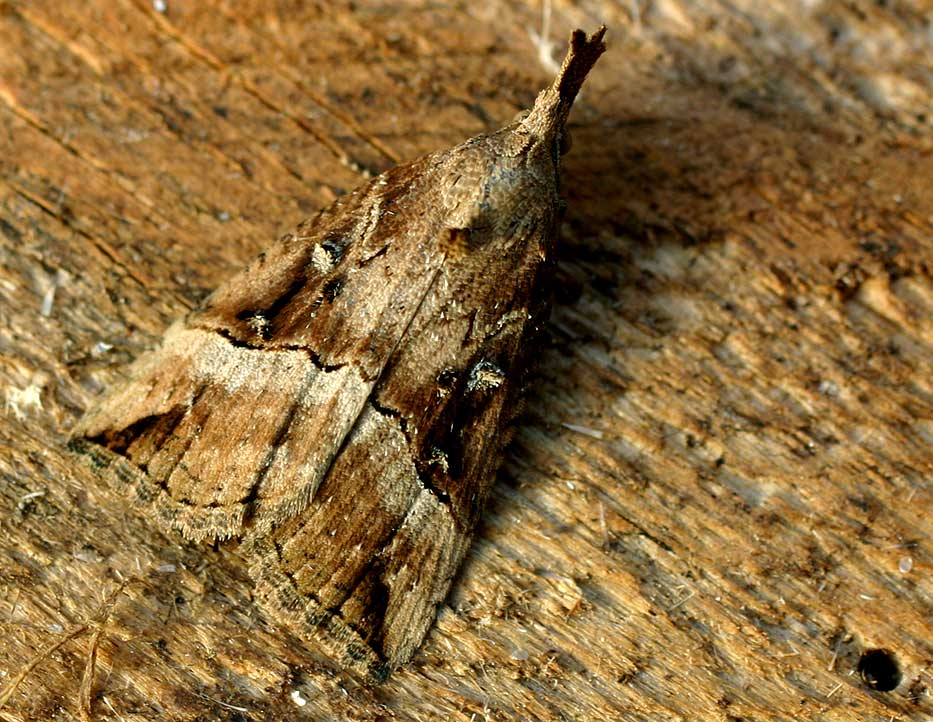